# Bad Thoughts
Bad Thoughts är en amerikansk  mörk komediserie som hade premiär på Netflix den 13 maj 2025. Serien består av sex avsnitt.

## Rollista (i urval)
- Tom Segura
- Christina Pazsitzky